# Puddle of Mudd
Puddle of Mudd (engl. Schlammpfütze) ist eine amerikanische Post-Grunge-Band aus Kansas City, Missouri.

## Geschichte

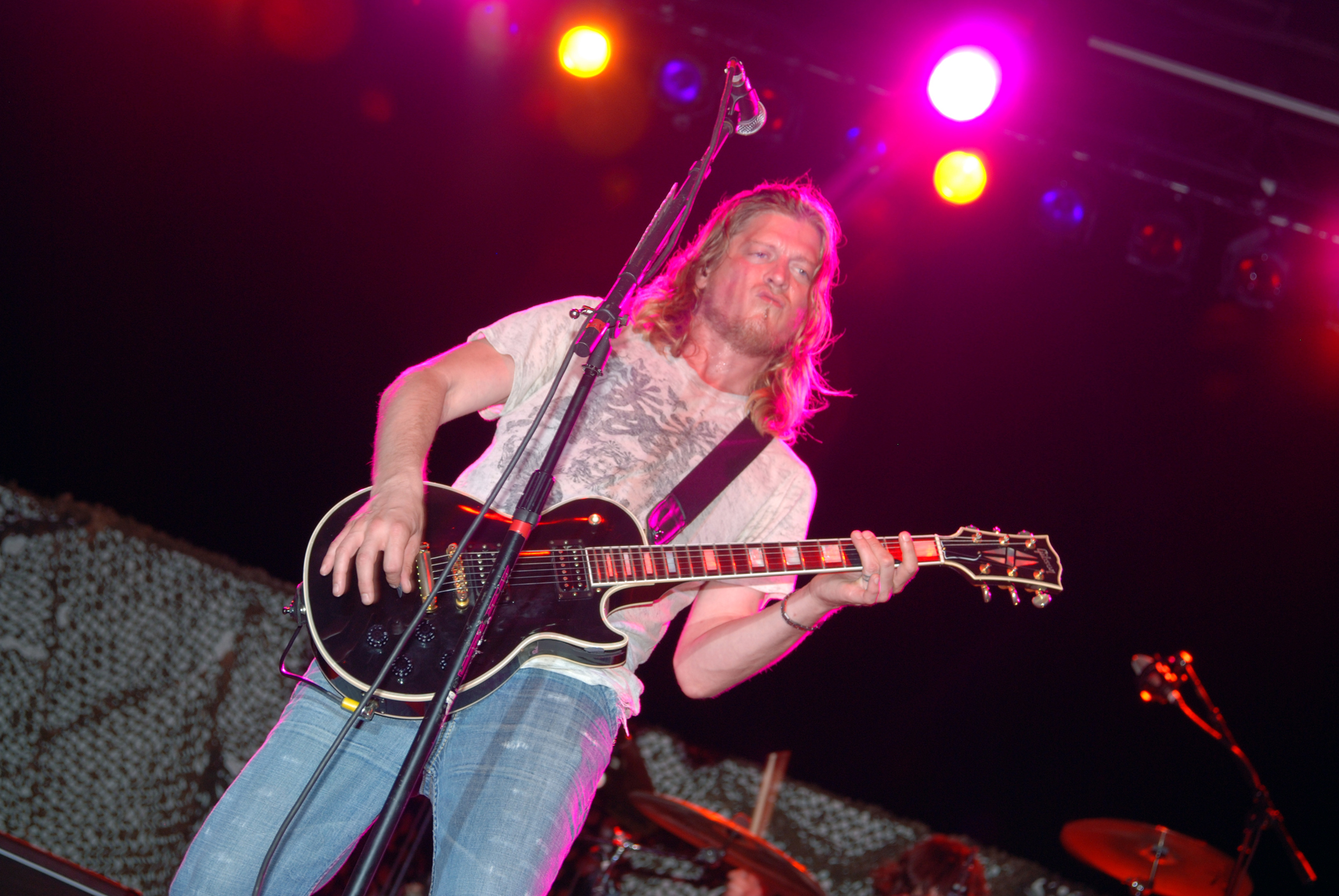
Frontmann Wes Scantlin, 2009

Sänger Wes Scantlin wurde in St. Joseph, Missouri geboren und wuchs in Kansas City auf. Er besuchte dort die Park Hill High School und gründete nach dem Schulabschluss Mitte der 1990er die Band Puddle of Mudd. Nachdem diese ursprüngliche Formation sich aufgelöst hatte, schaffte Scantlin es, bei KoRn`s Family Values Tour '99, bei der auch Limp Bizkit auftrat, über einen Security-Mann ein Demo an den Frontmann von Limp Bizkit Fred Durst weiterzuleiten. Dieser war von der Dynamik der Band begeistert und plante, die Band bei seinem Label Flawless Records unter Vertrag zu nehmen. Da der Band jedoch bis auf Scantlin alle Mitglieder fehlten, stellte Scantlin mit der Unterstützung durch „Entdecker“ Fred Durst eine neue Formation in Los Angeles auf.
Die Band wurde durch Songs wie Control, She Hates Me und Blurry bekannt. Anfangs spielte sie in den USA als Support für andere, ebenfalls von Fred Durst betreuten Bands wie Cold oder Staind und später auch mit den Deftones und Godsmack. In Europa spielten sie erstmals als Support von Linkin Park. Ihr Song Control war der offizielle Titelsong des WWE Survivor Series pay-per-view Events im November 2001, und ihr Song Nothing Left to Lose war der offizielle Titelsong des WWE Royal Rumble pay-per-view Events im Januar 2004. 2005 verließ Greg Upchurch die Band und wurde Schlagzeuger der Band 3 Doors Down. Er wurde ersetzt durch Ryan Yerdon. 
Am 24. Juli 2007 wurde von ihnen eine EP namens Famous veröffentlicht, zuvor erschien die Single Famous. Dieser Song war außerdem der Titelsong vom WWE One Night Stand 2007. Die Veröffentlichung des eigentlichen Albums, das ebenfalls den Namen Famous trägt, fand am 9. Oktober 2007 statt. Einige Zeit darauf wurden noch die Singles Psycho, We Don't Have to Look Back Now und Livin' on Borrowed Time aus dem Album ausgekoppelt.
Im Jahr 2009 trat Christian Stone wegen nicht weiter benannten Ursachen aus der Band aus und wurde prompt durch den ehemaligen Gitarristen Paul Phillips ersetzt. Innerhalb von drei Aufnahmesessions arbeitete die umformierte Band dann an einem neuen Album namens Volume 4: Songs in the Key of Love & Hate. Es erschien in den USA am 4. Dezember 2009, nachdem zuvor die erste Single Spaceship in den amerikanischen Radios ein Airplay bekam. 
Das Lied Shook Up the World war ein Beitrag zur Unterstützung der amerikanischen Olympiamannschaft für die Winterspiele in Vancouver und Whistler im Jahr 2010, allerdings wurde das Stück zu spät fertiggestellt, um noch rechtzeitig auf den offiziellen Soundtrack für die Mannschaft zu kommen. Das Lied wurde als Single ausgekoppelt und ist auf iTunes verfügbar, wo es auch an eine neue Version des Albums angehängt wurde. Weitere Singles waren das erfolgreiche Lied Stoned und das geradezu unbemerkt und fast unkommentiert erschienene Keep it Together. Nach einer kurzen Konzertserie im Sommer verließ dann der Bassist Douglas John Ardito die Band und wurde durch Damien Starkey ersetzt, der aus Jacksonville stammt und der Frontmann der Band Burn Season war. Im Oktober desselben Jahres erschien die Kompilation Icon, die zwölf Lieder der Band enthält. Die Icon-Serie veröffentlicht ähnliche Kompilationen für diverse andere Künstler in Nordamerika für einen geringen Preis.
Im Jahr 2011 zog sich die Band ins Studio zurück, um an einem neuen Album zu arbeiten. Zum ersten Mal seit vielen Jahren spielte die Band auch im Sommer in Europa, auf dem Download-Festival in England, um das zehnte Jubiläum von Come Clean zu feiern.
Ende August 2011 wurde das Album re:(disc)overed veröffentlicht, welches ausschließlich Coverversionen (u. a. von AC/DC, Led Zeppelin, Free) enthält. Im September 2019 erschien dann das Album Welcome to Galvania mit neuen eigenen Songs.

## Diskografie
Studioalben

| Jahr | Titel Musiklabel                                           | Höchstplatzierung, Gesamtwochen, AuszeichnungChartplatzierungen (Jahr, Titel, Musiklabel, Platzierungen, Wochen, Auszeichnungen, Anmerkungen) | Höchstplatzierung, Gesamtwochen, AuszeichnungChartplatzierungen (Jahr, Titel, Musiklabel, Platzierungen, Wochen, Auszeichnungen, Anmerkungen) | Höchstplatzierung, Gesamtwochen, AuszeichnungChartplatzierungen (Jahr, Titel, Musiklabel, Platzierungen, Wochen, Auszeichnungen, Anmerkungen) | Höchstplatzierung, Gesamtwochen, AuszeichnungChartplatzierungen (Jahr, Titel, Musiklabel, Platzierungen, Wochen, Auszeichnungen, Anmerkungen) | Höchstplatzierung, Gesamtwochen, AuszeichnungChartplatzierungen (Jahr, Titel, Musiklabel, Platzierungen, Wochen, Auszeichnungen, Anmerkungen) | Anmerkungen                                                 |
| Jahr | Titel Musiklabel                                           | DE | AT | CH | UK | US | Anmerkungen                                                 |
| ---- | ---------------------------------------------------------- | --- | --- | --- | --- | --- | ----------------------------------------------------------- |
| 1997 | Abrasive Hardknocks                                        | — | — | — | — | — | Erstveröffentlichung: 3. September 1997                     |
| 2001 | Come Clean Flawless Records                                | DE10 Gold · (38 Wo.)DE | AT8 (37 Wo.)AT | CH26 Gold · (38 Wo.)CH | UK12 Platin · (41 Wo.)UK | US9 ×3Dreifachplatin · (88 Wo.)US | Erstveröffentlichung: 28. August 2001 Verkäufe: + 3.612.500 |
| 2003 | Life on Display Flawless Records                           | DE69 (1 Wo.)DE | AT55 (3 Wo.)AT | CH48 (7 Wo.)CH | UK90 (1 Wo.)UK | US20 Gold · (23 Wo.)US | Erstveröffentlichung: 25. November 2003 Verkäufe: + 500.000 |
| 2007 | Famous Flawless Records                                    | — | — | — | — | US27 (40 Wo.)US | Erstveröffentlichung: 9. Oktober 2007                       |
| 2009 | Volume 4: Songs in the Key of Love & Hate Flawless Records | — | — | — | — | US95 (4 Wo.)US | Erstveröffentlichung: 8. Dezember 2009                      |
| 2011 | re:(disc)overed RED Music                                  | — | — | — | — | US96 (1 Wo.)US | Erstveröffentlichung: 30. August 2011 Coveralbum            |
| 2019 | Welcome to Galvania Pavement Music                         | — | — | — | — | — | Erstveröffentlichung: 13. September 2019                    |
| 2023 | Ubiquitous Pavement Music                                  | — | — | — | — | — | Erstveröffentlichung: 8. September 2023                     |

## Auszeichnungen
Billboard Music Awards
| Jahr | Kategorie                      | für                     | Resultat  |
| ---- | ------------------------------ | ----------------------- | --------- |
| 2002 | Top Rock Artist                | Puddle of Mudd          | Gewonnen  |
| 2002 | Modern Rock Artist of the Year | Puddle of Mudd          | Gewonnen  |
| 2002 | Top Duo/Group                  | Puddle of Mudd          | Nominiert |
| 2002 | Top Rock Song                  | Puddle of Mudd – Blurry | Gewonnen  |
| 2002 | Modern Rock Track of the Year  | Puddle of Mudd – Blurry | Gewonnen  |

Echo
| Jahr | Kategorie                                                 | für            | Resultat  |
| ---- | --------------------------------------------------------- | -------------- | --------- |
| 2002 | Künstler/Künstlerin/Gruppe International Alternative Rock | Puddle of Mudd | Nominiert |

MTV Europe Music Awards
| Jahr | Kategorie      | für            | Resultat  |
| ---- | -------------- | -------------- | --------- |
| 2002 | Best Hard Rock | Puddle of Mudd | Nominiert |

MTV Video Music Awards
| Jahr | Kategorie                  | für                     | Resultat  |
| ---- | -------------------------- | ----------------------- | --------- |
| 2002 | Best New Artist in a Video | Puddle of Mudd – Blurry | Nominiert |

VIVA Comet
| Jahr | Kategorie | für            | Resultat  |
| ---- | --------- | -------------- | --------- |
| 2002 | Rock Act  | Puddle of Mudd | Nominiert |